# Hélder Costa
Hélder Wander Sousa de Azevedo e Costa (ur. 12 stycznia 1994 w Luandzie) – portugalsko-angolski piłkarz występujący na pozycji napastnika w hiszpańskim klubie Valencia CF, do którego jest wypożyczony z Leeds United. W swojej karierze grał także w takich zespołach jak SL Benfica, Deportivo La Coruña, AS Monaco oraz Wolverhampton Wanderers. Były młodzieżowy reprezentant Portugalii.